# Wilhelm Nellemose
Vilhelm (Wilhelm) Marius Christian Andersen Nellemose (* 31. März 1890 in Middelfart; † 13. November 1944 im KZ-Außenlager Husum-Schwesing) war ein dänischer Kapitän und ab 1932 Generalsekretär des International Council for the Exploration of the Sea.

## Leben
Ab 1907 fuhr Nellemose zur See. 1923 wurde er, mittlerweile Kapitänleutnant, schwer verletzt als ein Nebelentwicklungsapparat an Bord des Kreuzers Geiser explodierte. Er verlor ein Auge, sein Gesicht wurde entstellt. 1924, zum Kapitän ernannt, nahm er seinen Abschied von der Marine.
Als Geschäftsmann in London war er 1927 bis 1930 Honorarsekretär der Anglo-Dänischen Gesellschaft, von Januar 1927 an Mitglied des Vorstands und Mitherausgeber des Anglo-Danish Journal. Er war mehrfach Dolmetscher für Dänemark bei Seerechtverhandlungen. 1932 ging er zurück nach Dänemark und wurde Generalsekretär des International Council for the Exploration of the Sea (ICES) mit Büro im Schloss Charlottenlund. Die Verbindungen, die er während seiner Offizierskarriere nach England etabliert  hatte, machten ihn im Zweiten Weltkrieg zu einer geeigneten Kontaktperson für den englischen Geheimdienst Secret Intelligence Service (SIS). Er trug den Codenamen R34-0 und war Leiter einer Gruppe.
Darüber hinaus war Nellemose an der Fluchthilfe nach Schweden beteiligt, er war Mitglied der Widerstandsgruppen Dannevirke, Danks Borgervaern und des dänischen Geheimdienstes. Insbesondere war er damit beschäftigt, deutsche Truppen und Peil-Ortungsstationen in ganz Dänemark zu lokalisieren. Am 25. Februar 1944 wurde er verhaftet, am 6. September inhaftiert in Froeslevlejren und am 15. September ins KZ Neuengamme überführt. Von dort kam er in die Außenstelle Husum-Schwesing. Dort war er als Zwangsarbeiter am Bau von Panzergräben, dem sogenannten Projekt Friesenwall beteiligt. Er verstarb am 13. November 1944  an Hunger und Dysenterie (Ruhr).
Sein Leichnam wurde später überführt und auf dem Friedhof von Gentofte in Dänemark begraben.